# Amphoe

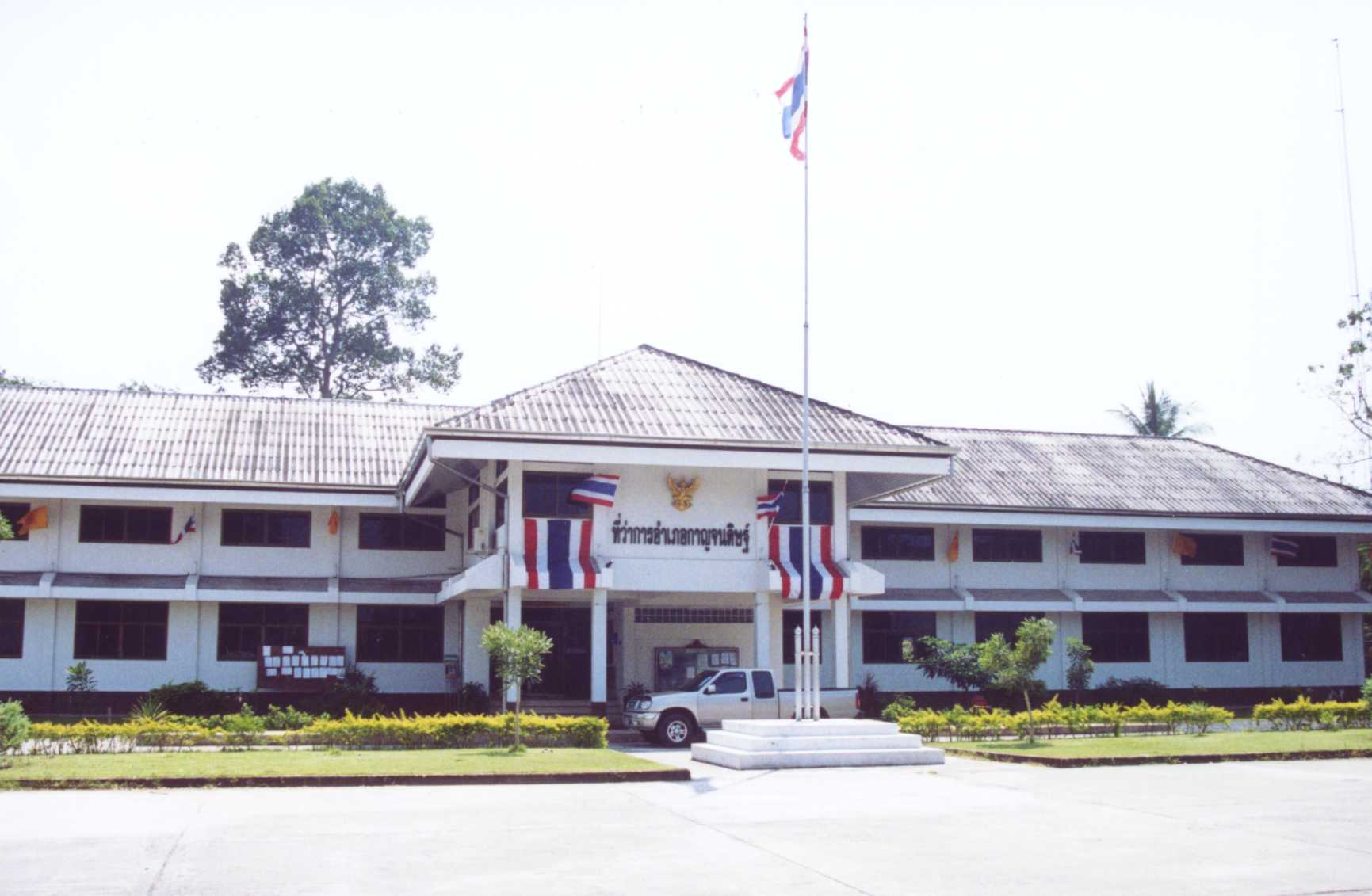
Bezirksstelle Kanchanadit

Amphoe (thailändisch อำเภอ [ʔāmpʰɤ̄ː], auch Amphur geschrieben) sind die zweithöchsten Verwaltungseinheiten, unter den Provinzen (Changwat), in Thailand. Auf Deutsch können sie als Landkreise, Distrikte oder Bezirke bezeichnet werden. Die Verwaltungsbehörde der Landkreise heißt Thi wa kan Amphoe (ที่ว่าการอำเภอ, englisch District office).
Thailand hatte bis 2007 insgesamt 796 Amphoe sowie 81 King Amphoe, welche im August 2007 zu 877 Amphoe zusammengefasst wurden. Im Dezember 2009 wurde das 878. Amphoe eingerichtet. Die Amphoe sind in Tambon (thailändisch ตำบล – Kommunen) unterteilt, diese wiederum in Muban (thailändisch หมู่บ้าน – Dörfer). Die 50 Stadtbezirke von Bangkok heißen Khet (เขต) und stehen administrativ auf der gleichen Ebene wie Amphoe, oft werden sie auch fälschlicherweise als Amphoe bezeichnet.
Amphoe und Khet sind die Verwaltungseinheiten, auf die sich bis auf wenige Ausnahmen die Postleitzahlen von Thailand beziehen.
Ein Amphoe wird geleitet von einem Distriktschef (oder Landrat, thailändisch นายอำเภอ – Nai Amphoe), der vom Innenministerium ernannt wird. Der Beamte ist dem Gouverneur der jeweiligen Provinz untergeordnet.

## Anzahl und Größe der Amphoe
Die Anzahl der Amphoe einer Provinz ist unterschiedlich, von der kleinsten Provinz mit drei Amphoe bis hin zu den 50 Stadtbezirken von Bangkok. Auch die Größe und die Einwohnerzahl ist unterschiedlich: der Amphoe mit der kleinsten Bevölkerung ist der Amphoe Ko Kut (Provinz Trat) mit nur 2118 Einwohnern, während Amphoe Mueang Samut Prakan (Provinz Samut Prakan) 460.141 Bewohner hat. Flächenmäßig sind die Khet von Bangkok die kleinsten – Khet Samphanthawong hat z. B. nur 1,4 km² – während die Amphoe in den dünn besiedelten Bergregionen größer sein können als anderswo ganze Provinzen – Amphoe Umphang (Provinz Tak) mit 4.325,4 km² ist die größte.

## Namensgebung
Normalerweise sind die Namen der Amphoe eindeutig, in manchen Fällen werden jedoch die in thailändischer Schrift unterschiedlich geschriebenen Namen aufgrund von Unzulänglichkeiten der Romanisierung mit dem gleichen Namen in lateinische Buchstaben übersetzt (siehe dazu: Thailändische Schrift). Eine Ausnahme bildet der Name Amphoe Chaloem Phra Kiat: Zur Feier des 50. Thronjubiläums von König Bhumibol Adulyadej wurden im Jahre 1996 fünf neue Distrikte erschaffen, die alle den gleichen Namen bekamen. Chaloem Phra Kiat (thailändisch เฉลิมพระเกียรติ) bedeutet wörtlich übersetzt „den Ruhm (des Königs) erhöhen/preisen“.

## King Amphoe
Bis zum Jahr 2007 gab es 796 Amphoe sowie 81 so genannte King Amphoe (thail.: กิ่งอำเภอ, Sub- oder Semidistrikte), eine Bezeichnung für neu eingerichtete Bezirke, die noch keinen vollen Amphoe-Status hatten. Der Bestandteil king hat dabei nichts mit dem englischen Wort für König zu tun, sondern ist thailändisch für Zweig(stelle). Von größeren Kreisen abgespaltene neue Kreise wurden oft zunächst als King Amphoe eingerichtet und nach einiger Zeit zu Amphoe erhoben. King Amphoe werden im Englischen oft als sub district bezeichnet, auch wenn sie verwaltungstechnisch nicht Teil eines Distrikts sind.
Die King Amphoe wurden – wie die Amphoe – von einem Distriktbeamten geleitet (Hua Na King Amphoe, thailändisch หัวหน้ากิ่งอำเภอ).
Am 15. Mai 2007 hatte die thailändische Regierung beschlossen, alle 81 King Amphoe in den vollen Amphoe-Status zu erheben, um die Verwaltung zu vereinheitlichen.
Mit der Veröffentlichung in der Royal Gazette „Issue 124 chapter 46“ vom 24. August 2007 trat dieser Beschluss offiziell in Kraft.

## Verwaltungsgebäude
Die Verwaltung eines Landkreises befindet sich in einem Thi wa kan amphoe (ทีว่าการอำเภอ) genannten Gebäude, welches auch das Zentrum des Kreises darstellt. Entfernungsangaben auf Straßenschildern sind relativ zum Standort dieses Gebäudes berechnet. Meist befindet es sich im am dichtesten besiedelten Teil des Kreises, so ist es für das Gros der Bevölkerung einfach zu erreichen. Im Verwaltungsgebäude befindet sich gewöhnlich auch das Standesamt.